# Райське озеро
Райське озеро (англ. Eden Lake) — британський фільм жахів режисера Джеймса Уоткінса. Головні ролі виконують Келлі Райллі, Джек О'Коннелл та Майкл Фассбендер. Рейтинг MPAA: R.

## Сюжет
Молода пара Дженні та Стів їдуть за місто, щоби провести романтичний відпочинок на озері із назвою «Райське озеро» вдалині від людей, в дикому лісі. Одначе, шайка дурних та агресивних підлітків зустрічає молоду пару і щоби розважитись, вони викрадають їхню машину із речами. Коли Стів випадково вбиває собаку ватажка шайки Бреда, ображені підлітки вирішують влаштувати парі кривавий день, тим самим дівчина ватажка за його наказом знімає все це на телефон Бреда. Дженні вдається втекти з рук шайки, але щоби добратись до міста і вижити їй доведеться пройти через багато що.

## У ролях
- Келлі Райлі — Дженні
- Майкл Фассбендер — Стів
- Джек О'Коннелл — Бред
- Фінн Аткінс — Пейдж
- Джеймс Ганді — Адам
- Томас Тургус — Купер
- Бронсон Вебб — Рікі